# Giovanni Filippo Ingrassia
Giovanni Filippo Ingrassia o Ioannis Philippi Ingrassiae (1510-1580) fue un médico italiano, alumno de Vesalius, profesor de la Universidad de Nápoles, Protomedicus ('primer médico') de Sicilia en Palermo y una figura importante en la historia de la medicina y la anatomía humana. Dejó un manuscrito de experiencias sobre el gran número de cuestiones que se planteaba la medicina legal en el siglo XVI: mutilaciones, heridas, violaciones, etc.